# 벤질페니실린
벤질페니실린(영어: benzylpenicillin) 또는 페니실린 G(영어: penicillin G)는 수많은 세균 감염을 치료하기 위해 사용되는 항생물질이다. 여기에는 폐렴, 연쇄상구균 인두염, 매독, 괴사성 장결장염, 디프테리아, 가스 괴저, 렙토스피라증, 봉와직염, 파상풍이 포함된다. 폐렴구균 수막염을 위한 최우선 작용제는 아니다. 벤질페니실린은 정맥 주사 또는 근육 주사를 통해 투여된다. 2개의 장기간 작용 형태인 벤자틴 벤질페니실린과 프로카인 벤질페니실린이 근육 주사용으로 판매되고 있다.
부작용으로는 설사, 뇌전증 발작, 또 과민증을 포함한 알레르기 반응이 포함된다. 매독 치료 시에 야리시-헤르크스하이머라는 이름의 반응이 발생할 수 있다. 페니실린 알레르기의 이력이 있는 환자에게는 권고되지 않는다. 임신 중에 사용하는 것은 대체적으로 안전한 편이다. 페니실린 및 β-락탐계 약물에 속한다.
벤질페니실린은 1929년 알렉산더 플레밍에 의해 발견되었으며 1942년 상용화되었다. 의료제도에 필수적인 가장 효과적이고 안전한 의약품 목록인 WHO 필수 의약품 목록에 등재되어 있다. 개발도상국의 도매가는 일일 대략 US$0.24–2.72이다. 미국 내 치료 비용은 $100~200이다.

## 같이 보기
- 페니실린